# Fernand de Morcerf
Fernand De Morcerf (フェルナン・ド・モルセール将軍?, Ferunan Do Morusēru-shōgun) è un personaggio dell'anime Il conte di Montecristo di Mahiro Maeda. Padre di Albert de Morcerf, è il colpevole principale dell'odio del conte, suo vecchio amico, Edmond Dantès.

## Storia

### Passato
Fernand viveva felicemente con l'amico Edmond nella città di Marsiglia dove conobbero Mercédès de Morcerf. Il problema nacque quando entrambi si innamorarono della ragazza. Lei scelse Edmond con profonda delusione di Fernard e l'invidia crebbe dentro di lui, qui un altro suo amico, un uomo di pochi scrupoli di nome Jullian Danglars organizzò un piano con il quale si sarebbe liberato del suo avversario in amore. Non pensandoci accetta l'offerta e tradisce l'amico ma non sa che dopo anni ritornerà per la sua vendetta. Si arruola nell'esercito per combattere una guerra tra la Terra e un impero alieno, distinguendosi come eroe. In realtà, complotta e commette atti di assassinio e fellonia nei vari mondi, tra cui Janina, un pacifico pianeta che chiese protezione alla Terra. Fernand, divenuto generale, assassina il sovrano e causa delle rivolte allo scopo di coprirsi di gloria, mentre la principessa del luogo Haydée, viene ridotta in schiavitù. Sempre in quel periodo, riesce a sposare Mercedédès, da cui ha Albert.

### Presente
Non accontentandosi del ruolo di generale supremo si stava candidando come presidente della Terra, ma alla conferenza si presenta Haydée che lo accusa di essere responsabile della tragedia del suo pianeta e la confessione della principessa getterà fango sulla sua candidatura. La pazzia di Fernand avanzando con la serie prenderà sempre più piede, tanto che attuerà un colpo di Stato con le forze a lui fedeli. Incontrato il conte più volte finirà con il combatterlo verso la fine della serie usando lo stesso robot con cui si era distinto nella guerra.

## Carattere
Diffidente di chiunque verso la fine della serie si scoprirà che l'amore per sua moglie tanto decantato non era così profondo arrivando a farle del male. Quello che desidera è riuscire a ottenere il potere con qualunque mezzo, ma a differenza del suo vecchio amico Jullian alla fine riesce a comprendere la pazzia che lo governava.